# Katharina Bott

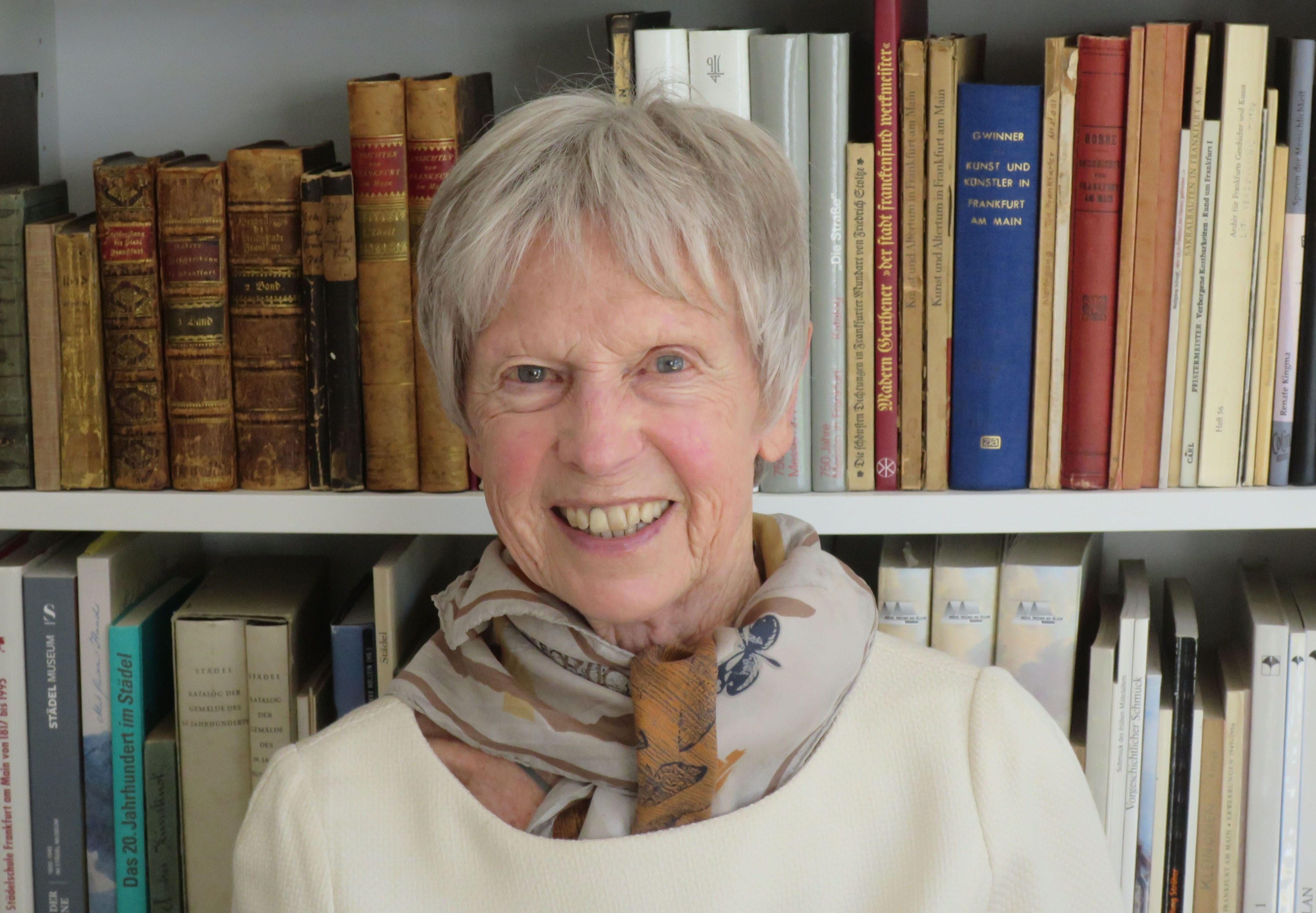
Katharina Bott (2023)

Katharina Bott (* 26. Februar 1941 in Mainz), geb. Schumacher, ist eine deutsche Kunsthistorikerin.

## Ausbildung
Katharina Bott besuchte die Maria Ward-Schule (Gymnasium und Berufsfachschule) in Mainz, wo sie 1961 ihr Abitur ablegte. 1961 bis 1964 studierte sie Germanistik und Anglistik an der Universität Freiburg, der Freien Universität Berlin, der Philipps-Universität Marburg und der Universität Mainz. 1966 bis 1968 schloss sich ein Presse-Volontariat bei einem Wirtschaftsinformationsdienst (WID) in Düsseldorf an.
Von 1975 bis 1980 folgte das Studium der Kunstgeschichte an der Universität Stuttgart mit einer Magisterarbeit über die biblischen Frauengestalten bei Arnold Böcklin, und 1985 wurde sie an der Universität Regensburg über das künstlerische Schaffen von August von Essenwein, Gründungsdirektor des Germanischen Nationalmuseums in Nürnberg (damals: Germanisches Museum) promoviert.

## Beruf
1970 bis 1980 arbeitete Katharina Bott als Redakteurin bei verschiedenen Fachzeitschriften, der Krankenhausbeschaffung und – nach einem einjährigen Aufenthalt in Taiwan 1978 – der Zeitschrift Indo-Asia: Politik, Kultur, Wirtschaft in Indien, Südasien, Ostasien.
Nach abgeschlossenem kunsthistorischen Studium arbeitete Katharina Bott 1981 bis 1985 am Germanischen Nationalmuseum. 1982 heiratete sie dessen damaligen Direktor, den Kunsthistoriker Gerhard Bott. Von 1986 bis 1996 betreute sie als Kuratorin die Kunstsammlungen der Grafen von Schönborn auf Schloss Pommersfelden.
1996 kuratierte sie zusammen mit ihrem Mann die Ausstellung Vice versa: deutsche Maler in Amerika – amerikanische Maler in Deutschland, 1813–1913 im Deutschen Historischen Museum in Berlin. 1996–2001 gestaltete sie verschiedene Ausstellungen im Nahen Osten, Österreich und Frankfurt am Main, so z. B. zu astronomischen Instrumenten aus der Sammlung des Germanischen Nationalmuseums und zu Friedrich Maximilian Hessemer. 2006 inventarisierte sie die Man at Work Collection des Grohmann Museums in Milwaukee. 2010/2011 kuratierte sie die Ausstellung Hanauer Künstler in Italien. 2010 bis 2012 war sie zusammen mit ihrem Mann Stadthistorikerin von Hanau.

## Projekte
Derzeit (2012) bereitet Katharina Bott eine Ausstellung zu Friedrich Bury (1763–1823) vor, die im Historischen Museum Hanau, in Weimar und in Rom gezeigt werden soll und ist Ko-Autorin zu einem Werkverzeichnis des Künstlers. Außerdem forscht sie zur Geschichte der Zeichenakademie in Hanau von ihrer Gründung 1772 bis 1900.

## Veröffentlichungen (Auswahl)
- mit Johannes Willers: Schätze der Astronomie, Arabische und deutsche Instrumente aus dem Germanischen Nationalmuseum Nürnberg. Katalog 1983.
- „La mia galleria Pommersfeldiana“. Die Geschichte der Gemäldesammlung des Lothar Franz von Schönborn. In: Die Grafen von Schönborn, Kirchenfürsten Sammler Mäzene. Katalog GNM Nürnberg 1989, S. 112–128.
- Franz Erwein Graf von Schönborn, Kunstsammler zwischen Klassizismus und Romantik. In: Die Grafen von Schönborn, Kirchenfürsten Sammler Mäzene. Katalog GNM Nürnberg 1989, S. 173–179.
- Bibliographie zur Geschichte des Hauses Schönborn = Veröffentlichungen der Gesellschaft für Fränkische Geschichte. Reihe 11, Bd. 4 = Bibliographien und Hilfsmittel zur fränkischen Geschichte 4. Degener Neustadt a.d. Aisch 1991, ISBN 978-3-86652-167-4.
- Wechselbeziehungen zwischen Thorvaldsen und seinen deutschen Auftraggebern. In: Künstlerleben in Rom, Bertel Thorvaldsen (1770–1844). Der dänische Bildhauer und seine deutschen Freunde. Nürnberg 1991, S. 327–339.
- Aus dem Nachlass von Joachim Hotz: Die Zeit des Bischofs Friedrich Carl von Schönborn = Quellen zur Geschichte des Barocks in Franken unter dem Einfluss des Hauses Schönborn, Teil 2.1. (1993).
- Ein deutscher Kunstsammler zu Beginn des 19. Jahrhunderts : Franz Erwein von Schönborn (1776–1840) . 1993, ISBN 3-929742-03-9.
- Die Zeit des Bischofs Friedrich Carl von Schönborn 1729–1746. In: Quellen zur Geschichte des Barocks in Franken unter dem Einfluss des Hauses Schönborn. II. Teil, erster Halbband, Bearb. Joachim Hotz †, hrsg. von Katharina Bott, Degener Neustadt a.d. Aisch 1993.
- Ein Kunstsammler zu Beginn des 19. Jahrhunderts. Franz Erwein von Schönborn (1776–1840). 1993.
- mit Gerhard Bott: Die Indianer von Ferdinand Pettrich (1798–1872) im Vatikan. In: In medias res = Festschrift Peter Ludwig. Köln 1995 S. 379–402.
- mit Gerhard Bott: Vice versa: deutsche Maler in Amerika – amerikanische Maler in Deutschland, 1813–1913. Deutsches Historisches Museum, 27. September 1996 bis 1. Dezember 1996.
- Deutsche Künstler in Amerika. Amerikanische Künstler in Deutschland 1813–1913. Lexikon zum Katalog, Weimar 1996.
- mit Rudolf Bys: Fürtrefflicher Gemähld- und Bilderschatz: die Gemäldesammlung des Lothar Franz von Schönborn in Pommersfelden. 1997, ISBN 3-932124-16-2.
- Höfische Jagdfreuden aus der Jagdsammlung der Veste Coburg. Katalog. Schloss Albeck/Kärnten 1997.
- Gold der Alpen. 4000 Jahre Schmuck und Münzen. Funde aus der Alpenregion. Katalog Bergbaumuseum Klagenfurt 1999.
- Jan Joost van Cossiau, Delitiae Imaginum. Die Gemäldesammlung des Lothar Franz von Schönborn in Schloss Gaibach / Unterfranken. Der Gemäldekatalog von Jan Josst van Cossiau aus dem Jahre 1721. Weimar 2000.
- Das Schadow-Album der Düsseldorfer Akademieschüler von 1851. Hanau 2009, ISBN 978-3-937774-59-6.
- mit Richard Schaffer-Hartmann: Die Lust und Pracht Italiens: Hanauer Künstler sehen Italien (18. – 20. Jahrhundert). Begleitbuch zur Ausstellung vom 29. März bis 29. Mai 2011 im Historischen Museum Hanau, Schloss Philippsruhe. Hanau 2011.